# Jean-Marc Delizée

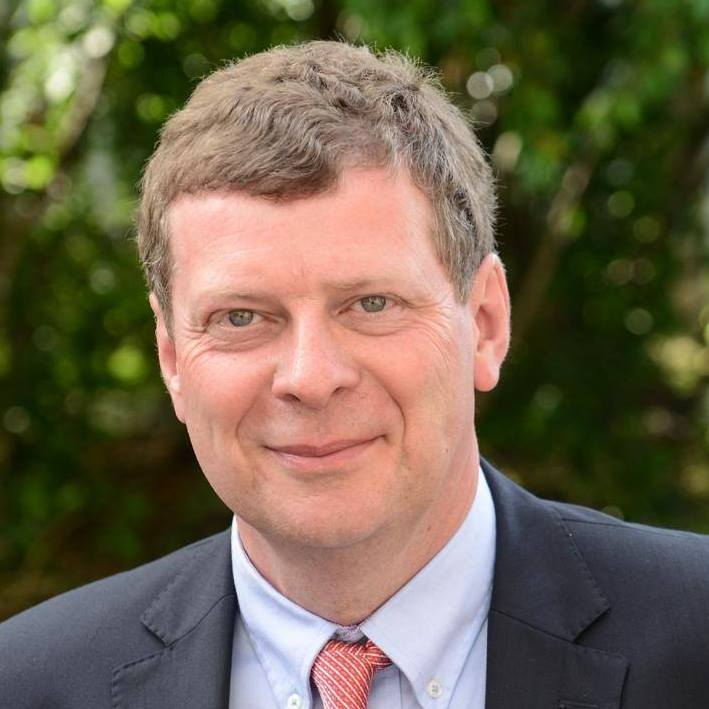
Jean-Marc Delizée, 2018

Jean-Marc Delizée (* 30. Juli 1959 in Oignies-en-Thiérache) ist ein belgischer Politiker der Parti Socialiste (PS). Er ist langjähriges Mitglied der Abgeordnetenkammer und war von 2008 bis 2011 in verschiedenen Föderalregierungen als Staatssekretär tätig. Auf lokaler Ebene ist er Schöffe in der Gemeinde Viroinval.

## Leben
Jean-Marc Delizée absolvierte zunächst ein Germanistikstudium, bevor er eine Lizenz in Politikwissenschaften und internationale Beziehungen an der Université Libre de Bruxelles (ULB) erhielt.
Schon in seiner Jugend war er bei den Jungsozialisten aktiv und wurde 1984 als Berater in das Kabinett des damaligen Ministerpräsidenten der Französischen Gemeinschaft, Philippe Moureaux (PS), aufgenommen. Nach einer vierjährigen Beschäftigung in der Tourismusförderung (Office de Promotion du Tourisme) kehrte er als Berater für Bernard Anselme (PS), einem Nachfolger von Moureaux, in Politik zurück.
Seinen Einstieg in die aktive Politik machte Jean-Marc Delizée im Jahr 1993, als er für die PS in die Abgeordnetenkammer gewählt wurde. Dieses Mandat konnte er seitdem erfolgreich verteidigen. Im April 2008 verließ Delizée zeitweise die Kammer, um als Staatssekretär für Armutsbekämpfung beziehungsweise für soziale Angelegenheiten in den Föderalregierungen unter Yves Leterme (CD&V) und Herman Van Rompuy (CD&V) ein Exekutivmandat zu übernehmen. Seit 2011 ist Delizée wieder einfacher Abgeordneter.
Auf lokaler Ebene ist Delizée langjähriges Gemeinderatsmitglied von Viroinval und war von 2001 bis 2004 Bürgermeister dieser Gemeinde. Bei den Gemeindenwahlen vom 8. Oktober 2006 verpasste er dieses Mandat aufgrund von nur 2 fehlenden Stimmen. Seit 2012 ist Delizée Erster Schöffe in Viroinval.

## Übersicht der politischen Ämter
- 1993 – heute: Mitglied der föderalen Abgeordnetenkammer (teilweise verhindert)
- 1995 – heute: Mitglied des Gemeinderats in Viroinval
- 1995 – 2001: Schöffe in Viroinval
- 2001 – 2004: Bürgermeister von Viroinval
- 2006 – 2008: Schöffe in Viroinval
- 2008 – 2009: Föderaler Staatssekretär für Armutsbekämpfung in den Regierungen Leterme I und Van Rompuy
- 2009 – 2011: Föderaler Staatssekretär für soziale Angelegenheiten und Personen mit einer Behinderung in den Regierungen Van Rompuy und Leterme II
- 2011 – heute: Schöffe in Viroinval